# Citrus Springs (Floride)
Citrus Springs est une census-designated place du comté de Citrus, dans l'État de Floride, aux États-Unis,. En 2020, elle compte une population de 10 246 habitants.